# الاموت، بزدوقان
الاموت، بزدوقان (به لاتین: Alamut, Bozdoğan) یک منطقهٔ مسکونی در ترکیه است که در بزدوقان واقع شده‌است.

## خصوصیات
الاموت ۱٬۲۸۲ نفر جمعیت دارد.